# Csizmazia Darab József
Csizmazia Darab József (Balatonfüred, 1918. július 15. – ?, 2013. szeptember 6.) magyar szőlőnemesítő.

## Életrajza
Balatonfüreden született 1918. július 15-én, vincellér családban. Apai  nagyszülei  Darab  József  földműves és  Istvándi 
Karolina voltak. Gyermeküket Darab  Józsefet (1885–1969) nagyapja gyermektelen nővére, Darab Lídia és férje Csizmazia József (1835–1916) fogadták örökbe 1907-ben. Édesapja ettől kezdve viselte  hivatalosan is a kettős,  Csizmazia  Darab  családi  nevet. Az elemi és a középiskola elvégzése után Svájcban, Németországban, Ausztriában végzett szőlészeti-borászati gyakorlatot. A II. világháború miatt azonban tanulmányait csak 1947-ben fejezhette be a Keszthelyi Mezőgazdasági Akadémián, majd ezután a tapolcai járásban lett hegyközségi titkár, 1948-tól pedig az Ampelológiai Intézetben kutató. Itt kapott megbízást Kosinszky Viktor professzortól az Egri Szőlőnemesítő Telep kialakítására és szakmai irányítására.
Ezt követően 60 éven keresztül dolgozott a szőlőnemesítésben, ahol elsősorban betegségeknek ellenálló, rezisztens szőlőfajták előállításával foglalkozott. Magyarországon az általa nemesített, államilag minősített PIWI fajták a Néró, a Bianca, a Zalagyöngye és a Medina.

## Kitüntetései
- Köztársasági Érdemrend tiszti keresztje (polgári tagozat)
- Magyar Örökség díj
- Fleischmann Rudolf díj
- Peter Moria díj (Németország)
- Kocsis Pál díj